# Esperança do Sul
Esperança do Sul é um município brasileiro do estado do Rio Grande do Sul, vizinha dos municípios de Tiradentes do Sul, Três Passos e Derrubadas.

## História
Nome dado pelos primeiros moradores, como sendo lugar de seu futuro. Local de uma vida, promissora, de riqueza. (Lugar alto, boas vertentes, terras bastante plena).
Em 6 de janeiro de 1925, passou pelo local, rumo à Vila de Alto Uruguai, o Estado Maior da Coluna Prestes, sob o comando do próprio Capitão do Exército Nacional Luiz Carlos Prestes. Entre os colonos correu a notícia de um possível encontro, entre os revolucionários e as forças governamentais.
A "esperança" na qual atribuída, era de que isso não acontecesse. De fato, não aconteceu, pois a vanguarda e a retaguarda da Coluna Prestes tinha permanecido em Três Passos, e posteriormente seguiu, para o Pari, sem usar esta estrada. Desta "esperança" surge o nome do município. No início chamava-se "Vila Esperança" e por ser no Sul, na Emancipação passou a "Esperança do Sul".

## Geografia
Localiza-se a uma latitude 27º21'19" sul e a uma longitude 53º59'32" oeste, estando a uma altitude de 387 metros. Sua população estimada em 2018 foi de 2.969 habitantes.
É um município que conta com as águas do rio Uruguai e que tem fronteira fluvial com a Argentina.

## Famosos
- Matthias Trennepohl: lateral esquerdo do clube Esporte Clube São Luiz na campanha que levou o time a 7ª colocação do campeonato 34° Mondial de La St. Pierre, em Nantes, na França.[7]